# کوشاکتن (اوهایو)
کوشاکتن(به انگلیسی: Coshocton) شهری در ایالت اوهایو کشور ایالات متحده آمریکا است که جمعیت آن در سرشماری سال ۲۰۱۰ میلادی، ۱۱٬۲۱۶ نفر بوده‌است.